# 馬爾拉姆·阿卡耶娃

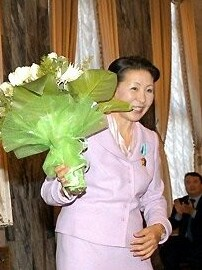

馬爾拉姆·阿卡耶娃（俄语：Майрам Дуйшеновна Акаева，1947年11月7日—），前吉爾吉斯斯坦總統阿卡耶夫的妻子，即前第一夫人。

## 早年生活
馬爾拉姆·阿卡耶娃於1947年11月7日出生在吉爾吉斯斯坦塔拉斯地區的Shumkar村。父母是集體農莊工人。
1965年，她畢業於伏龍芝市第五中學。從1965年到1970年，她在列寧格勒製冷工業學院（現聖彼德堡國立低溫和食品技術大學）機械系學習。1974年，她在紡織和輕工業學院完成了研究生學習。同年，她因成功通過「機器動力學」論文而被授予技術科學候選人學位
她於1969年在一次大學生家庭聚會上首次遇到了她未來的丈夫。當時，他是列寧格勒精密機械與光學研究所的教授，兩年前他在那裡畢業，獲得了數學，工程學和計算機科學的榮譽學位。一年後，他們彼此結婚，並在列寧格勒有了兩個孩子。
她後來返回吉爾吉斯斯坦，繼續她在伏龍芝理工學院的副教授的職業生涯。蘇聯解體後，她在首都吉爾吉斯國立大學任教。大約在這個時候，她的丈夫（當時是吉尔吉斯苏维埃社会主义共和国的領導人）當選為新成立的吉爾吉斯共和國總統。結果，阿卡耶娃自動成為第一個吉爾吉斯斯坦第一夫人。在擔任第一夫人的任期內，她擔任Meerim國際母嬰支持慈善基金會的現任主席，一直任職至2005年。那年發生在吉爾吉斯斯坦的鬱金香革命使阿卡耶娃和她的整個家庭，包括他的丈夫總統阿卡耶夫，都被流放到國外，先是前往哈薩克斯坦，然後永久地搬到了俄羅斯莫斯科，如今他們一直居住在這裡。

## 個人
馬爾拉姆·阿卡耶娃和她的丈夫一起育有四個孩子：Bermet，Aidar，Saadat和Ilym。 阿卡耶娃自己有2個姐妹，她們兩個都在政府工作。 
除了吉爾吉斯斯坦語外，她還精通俄語。2003年10月，她因在撫養兒童方面的工作被俄羅斯總統弗拉基米爾·普京授予了“友誼勳章”。5年後，她在莫斯科當選為紀念祖國的貴族事務學院和俄羅斯聯邦安全，國防與法律與秩序問題學院的成員。